# Hema
Hema je žensko osebno ime.

## Izvor imena
Ime Hema je različica ženskega osebnega imena Ema.

## Tujejezikovne oblike imena
Hemma

## Pogostost imena
Po podatkih Statističnega urada Republike Slovenije je bilo na dan 31. decembra 2007 v Sloveniji število ženskih oseb z imenom Hema: 77.

## Osebni praznik
V koledarju je ime Hema skupaj z Emo; god praznuje 27. junija (Sveta Ema, slovenska kneginja in redovnica † 11. sept. 1045).

## Znane osebe
Sveta Ema Krška, nemško Hemma von Gurk